# Nogent-sur-Loir
Nogent-sur-Loir település Franciaországban, Sarthe megyében. Lakosainak száma 361 fő (2022. január 1.). Nogent-sur-Loir Saint-Aubin-le-Dépeint, La Bruère-sur-Loir, Chenu, Dissay-sous-Courcillon, Saint-Pierre-de-Chevillé és Montval-sur-Loir községekkel határos.

## Népesség
A település népességének változása:
| Lakosok száma | 386  | 375  | 382  | 380  | 376  | 372  | 369  | 366  | 361  |
|               | 2013 | 2015 | 2016 | 2017 | 2018 | 2019 | 2020 | 2021 | 2022 |